# Duns Scotus (filme)
Duns Scotus é um filme de 2010 escrito e dirigido por Fernando Muraca e estrelado por Adriano Braidotti. Retrata a vida de Duns Scott, filósofo cristão. O filme ganhou Il Mirabile Dictu - International Catholic Film Festival em 2011.

## Reconhecimentos
- 2011 – Primeiro prêmio no Mirabile Dictu – Festival Internacional de Cinema Católico
- 2013 - Prêmio MOIGE Golden Shell

## Itens relacionados
- Duns Escoto